# Bella storia
Bella storia è un singolo del rapper italiano Fedez, pubblicato il 6 settembre 2020 come terzo estratto dal sesto album in studio Disumano.

## Video musicale
Il video, diretto da Simone Peluso, è stato pubblicato il 6 ottobre 2020 sul canale YouTube del rapper e vede la partecipazione della ex moglie Chiara Ferragni.

## Tracce
1. Bella storia – 2:53

## Successo commerciale
In Italia il brano è stato il 34º più trasmesso dalle radio nel 2020.

## Classifiche

### Classifiche settimanali
| Classifica (2020) | Posizione massima |
| ----------------- | ----------------- |
| Italia            | 4                 |

### Classifiche di fine anno
| Classifica (2020) | Posizione |
| ----------------- | --------- |
| Italia            | 61        |
| Classifica (2021) | Posizione |
| Italia            | 80        |